# Борцы (Красноярский край)
Борцы́ — деревня в Ачинском районе Красноярского края России. Входит в состав Причулымского сельсовета. 

## География
Деревня находится западнее реки Чулым, на расстоянии примерно 18 км к северо-западу от города Ачинск, административного центра района. Абсолютная высота — 205 м над уровнем моря.

## Население
| 1989 | 2002 | 2010 |
| ---- | ---- | ---- |
| 117  | ↗122 | ↘113 |

Гендерный состав
По данным Всероссийской переписи населения 2010 года, в деревне проживало 113 человек (56 мужчин и 57 женщин)

## Улицы
Уличная сеть деревни состоит из одной улицы (ул. Центральная).